# Penicilina biosintética
Las penicilinas biosintéticas son antibióticos del grupo de los betalactámicos (concretamente penicilinas) que se obtienen mediante la fermentación en un medio de cultivo de composición controlada inoculado con una cepa productora del hongo Penicillium. A fin de dirigir el proceso industrial a la generación de un compuesto distinto de las penicilinas naturales (como la penicilina G), se añade de forma controlada y en exceso un precursor para la cadena lateral del betalactámico; esto hace que, de forma natural, el microorganismo lo añada al ácido 6-aminopenicilánico (el núcleo de todas las penicilinas). De este modo, añadiendo el precursor deseado, se produce una mayor proporción de la penicilina de interés. Se han desarrollado más de 100 penicilinas semisintéticas mediante este método; no obstante, en procesos comerciales sólo la penicilina G, penicilina V y penicilina O se producen en cantidades rentables.